# うさみ亭マツバヤ
うさみ亭マツバヤ（うさみていマツバや）は、大阪府大阪市中央区に店舗を置くうどん店。

## 概要
創業者・宇佐美要太郎が、奉公先の寿司屋が廃業したのを機に、1893年（明治26年）にうどん店「松葉屋本舗」を開店。
当初、うどんの付け合わせとして、稲荷寿司用の甘辛く煮た油揚げを別皿にして出していた。しかし、油揚げをそのままうどんの中に入れて食べる客が多かったため、うどんに油揚げをのせて一緒に出す事にした。これがきつねうどんの元祖とされる（諸説あり。きつね (麺類)#歴史を参照）。
材料は北海道産の昆布、熊本産の小麦粉を使い、油揚げは京都錦市場から、創業当時と同じものを取り寄せている。